# Oustajärvi
Oustajärvi är en sjö i Finland. Den ligger i kommunen Muonio i landskapet Lappland, i den norra delen av landet, 900 km norr om huvudstaden Helsingfors. Oustajärvi ligger 235,3 meter över havet. Arean är 53 hektar och strandlinjen är 3,18 kilometer lång. Sjön  ingår i Torne älvs huvudavrinningsområde. 